# Dubaï Tour féminin
Le Dubaï Tour féminin est une course cycliste par étapes organisée à Dubaï, aux Émirats arabes unis. Elle est créée en 2020. Elle fait partie de la catégorie 2.2 du calendrier de l'Union cycliste internationale.

## Palmarès
| Année | Vainqueur         | Deuxième           | Troisième        |                  |
| ----- | ----------------- | ------------------ | ---------------- | ---------------- |
| 2020  | Lucy van der Haar | Tatsiana Sharakova | Samah Khaled     |                  |
| 2021  | annulé/abandonné  | annulé/abandonné   | annulé/abandonné | annulé/abandonné |